# Финале УЕФА Лиге Европе 2012.
Финале УЕФА Лиге Европе 2012. била је завршна утакмица УЕФА Лиге Европе 2011/12, укупно четрдесет прве сезоне другог по јачини европског фудбалског клупског такмичења које организује УЕФА и укупно треће сезоне откада је назив такмичења промењен из Купа УЕФА у УЕФА Лига Европе. Одиграно је 9. маја 2012. године на Националном стадиону у Букурешту између шпанских клубова Атлетика из Мадрида и Атлетик Билбаа. Утакмица је завршена победом Атлетико Мадрида од 3:0, уз два гола које је постигао Радамел Фалкао, а један гол је постигао Дијего Рибас. Тиме је Фалкао проглашен за играча утакмице и постао први играч који је освојио две узастопне титуле Лиге Европе са различитим тимовима. 

## Стадион
УЕФА је 30. јануара 2010. године одредила да Национални стадион у Букурешту буде место одржавања финала 2012. године. Ово је било прво финале европског фудбалског клупског такмичења које је организовала Румунија.
Стадион је изграђен на месту некадашњег националног стадиона, а отворен је 6. септембра 2011. године утакмицом квалификација за европско првенство 2012. у Групи Д, између Румуније и Француске.

## Позадина (историја—преглед)
Ово је било друго узастопно финале Лиге Европе у којем су се борила два тима из исте државе, и девети пут укупно (укључујући Куп УЕФА). Једино друго све шпанско финале другог клупског такмичења УЕФА било је финале Купа УЕФА 2007. године, када је Севиља победила Еспањол. То је такође било последње финале, пре финала Лиге Европе 2019. године, где су оба финалиста играла само у Купу УЕФА/Лиги Европе на путу до финала (уместо да испадну из Лиге шампиона, било након раних нокаут рунди или након групне фазе).
Оба тима су играла у једном претходном финалу Лиге Европе/Купа УЕФА. Атлетико Мадрид је освојио прво финале Лиге Европе након преименовања 2010. године, победивши Фулам са 2:1 после продужетака. Атлетик Билбао је изгубио 1977. године од Јувентуса због правила гола у гостима након што је било завршено укупним нерешеним резултатом 2:2. Два тима се никада раније нису састала у европским такмичењима. Састали су се у три финала Купа краља, при чему је Атлетик Билбао победио у два, а Атлетико Мадрид у једном. У сезони Ла Лиге 2011/12, Атлетик Билбао је победио у мечу на домаћем терену са 3–0, а Атлетико Мадрид је победио на свом стадиону са 2–1.
Након пораза од Удинезеа 20. октобра 2011. године, Атлетико Мадрид је направио низ од 11 узастопних победа до финала, што је рекорд у европском фудбалу, победивши у преосталим утакмицама у групи и освојивши прво место у групи, а затим победивши четири противника у нокаут фази и код куће и у гостима.

## Пут до финала
| Атлетико Мадрид   | Атлетико Мадрид  | Атлетико Мадрид  | Атлетико Мадрид  | Рунда           | Атлетик Билбао     | Атлетик Билбао   | Атлетик Билбао   | Атлетик Билбао   |
| ----------------- | ---------------- | ---------------- | ---------------- | --------------- | ------------------ | ---------------- | ---------------- | ---------------- |
| Противник         | Укупно           | 1. меч           | 2. меч           | Квалификације   | Противник          | Укупно           | 1. меч           | 2. меч           |
| Стромсгодсе       | 4–1              | 2–1 (Д)          | 2–0 (Г)          | 3. коло кв.     | Слободан           | Слободан         | Слободан         | Слободан         |
| Виторија Гимараис | 6–0              | 2–0 (Д)          | 4–0 (Г)          | Плеј-оф         | Трабзонспор        | w/o              | 0–0              | Отказ.           |
| Противник         | Резултат         | Резултат         | Резултат         | Групна фаза     | Противник          | Резултат         | Резултат         | Резултат         |
| Селтик            | 2–0 (Д)          | 2–0 (Д)          | 2–0 (Д)          | 1. коло         | Слован Братислава  | 2–1 (Г)          | 2–1 (Г)          | 2–1 (Г)          |
| Рен               | 1–1 (Г)          | 1–1 (Г)          | 1–1 (Г)          | 2. коло         | Пари Сен Жермен    | 2–0 (Д)          | 2–0 (Д)          | 2–0 (Д)          |
| Удинезе           | 0–2 (Г)          | 0–2 (Г)          | 0–2 (Г)          | 3. коло         | Ред бул Салцбург   | 2–2 (Д)          | 2–2 (Д)          | 2–2 (Д)          |
| Удинезе           | 4–0 (Д)          | 4–0 (Д)          | 4–0 (Д)          | 4. коло         | Ред бул Салцбург   | 1–0 (Г)          | 1–0 (Г)          | 1–0 (Г)          |
| Селтик            | 1–0 (Г)          | 1–0 (Г)          | 1–0 (Г)          | 5. коло         | Слован Братислава  | 2–1 (Д)          | 2–1 (Д)          | 2–1 (Д)          |
| Рен               | 3–1 (Д)          | 3–1 (Д)          | 3–1 (Д)          | 6. коло         | Пари Сен Жермен    | 2–4 (Г)          | 2–4 (Г)          | 2–4 (Г)          |
| Победник Групе И  | Победник Групе И | Победник Групе И | Победник Групе И | Коначни пласман | Победник Групе Ф   | Победник Групе Ф | Победник Групе Ф | Победник Групе Ф |
| Противник         | Укупно           | 1. меч           | 2. меч           | Нокаут фаза     | Противник          | Укупно           | 1. меч           | 2. меч           |
| Лацио             | 4–1              | 3–1 (Г)          | 1–0 (Д)          | 1/32            | Локомотива Москва  | 2–2 (пгг)        | 1–2 (Г)          | 1–0 (Д)          |
| Бешикташ          | 6–1              | 3–1 (Д)          | 3–0 (Г)          | 1/16            | Манчестер јунајтед | 5–3              | 3–2 (Г)          | 2–1 (Д)          |
| Хановер 96        | 4–2              | 2–1 (Д)          | 2–1 (Г)          | 1/8             | Шалке 04           | 6–4              | 4–2 (Г)          | 2–2 (Д)          |
| Валенсија         | 5–2              | 4–2 (Д)          | 1–0 (Г)          | 1/4             | Спортинг Лисабон   | 4–3              | 1–2 (Г)          | 3–1 (Д)          |

Напомене
1. ↑  Због оптужби за намештање утакмица, турски клуб Фенербахче је избачен из УЕФА Лиге шампиона 2011/12. и замењен је Трабзонспором 24. августа 2011. године. Као резултат тога, реванш утакмица Трабзонспора против Атлетик Билбаа је отказана, а Атлетик Билбао се пласирао у групну фазу.[12]

## Пред меч

### Улазнице
Финалисти су добили по 9.000 карата за дистрибуцију својим навијачима. Око 20.000 карата је продато локалним фудбалским навијачима, а додатних 3.000 карата доступно је за продају навијачима широм света путем UEFA.com, са ценама између 100 и 500 RON. Преостале карте су додељене локалном организационом комитету, за 53 национална фудбалска савеза УЕФА и другим партнерима.

### Судије
У мају 2012. године, немачки судија Волфганг Штарк је именован за судију овог финала. Њему су се придружили колеге немачке судије Мајк Пикел и Јан-Хендрик Салвер као помоћне судије, Дениз Ајтекин и Флоријан Мајер као додатне помоћне судије, Марк Борш као резервни помоћни судија и француски судија Стефан Ланоа као четврти судија.

### Амбасадор
Бивши румунски фудбалер српског порекла Миодраг Белодедић именован је за амбасадора финала

## Утакмица

### Детаљи
| Атлетико Мадрид             | 3–0      | Атлетик Билбао |
| --------------------------- | -------- | -------------- |
| Фалкао 7’, 34’ · Дијего 85’ | Извештај |                |

| Атлетико Мадрид | Атлетик Билбао |

| GK             | 13 | Тибо Куртоа     |     |       |
| RB             | 20 | Хуанфран        |     |       |
| CB             | 2  | Дијего Годин    |     |       |
| CB             | 23 | Миранда         |     |       |
| LB             | 6  | Филипе Луис     |     |       |
| CM             | 4  | Марио Суарез    |     |       |
| CM             | 14 | Габи (к)        |     |       |
| RW             | 22 | Дијего          |     | 90’   |
| AM             | 7  | Адријан         |     | 88’   |
| LW             | 11 | Арда Туран      |     | 90+3’ |
| CF             | 9  | Радамел Фалкао  | 26’ |       |
| Измене:        |    |                 |     |       |
| GK             | 25 | Серхио Асенхо   |     |       |
| DF             | 3  | Антонио Лопес   |     |       |
| DF             | 18 | Алваро Домингес |     | 90+3’ |
| MF             | 8  | Едуардо Салвио  |     | 88’   |
| MF             | 12 | Пала Асунсао    |     |       |
| MF             | 19 | Коке            |     | 90’   |
| FW             | 41 | Педро Мартин    |     |       |
| Тренер:        |    |                 |     |       |
| Дијего Симеоне |    |                 |     |       |

| GK              | 1  | Горка Ираизоз        |       |     |
| RB              | 15 | Андони Ираола (к)    |       |     |
| CB              | 24 | Хави Мартинез        |       |     |
| CB              | 5  | Фернандо Аморебијета | 64’   |     |
| LB              | 3  | Јон Ауртенече        |       | 46’ |
| RM              | 21 | Андер Ерера          | 22’   | 63’ |
| CM              | 8  | Андер Итураспе       |       | 46’ |
| LM              | 10 | Оскар де Маркос      |       |     |
| RW              | 14 | Маркел Сусаета       | 90+1’ |     |
| LW              | 19 | Икер Мунијаин        |       |     |
| CF              | 9  | Фернандо Љоренте     |       |     |
| Измене:         |    |                      |       |     |
| GK              | 13 | Раул                 |       |     |
| DF              | 6  | Микел Сан Хосе       |       |     |
| MF              | 11 | Игор Габилондо       |       |     |
| MF              | 17 | Иниго Перез          | 75’   | 46’ |
| MF              | 23 | Борха Екиза          |       |     |
| FW              | 2  | Гаиска Токеро        |       | 63’ |
| FW              | 28 | Ибај Гомез           |       | 46’ |
| Тренер:         |    |                      |       |     |
| Марсело Бијелса |    |                      |       |     |

| Играч утакмице: Радамел Фалкао (Атлетико Мадрид) Помоћне судије: Јан-Хендрик Салвер (Немачка) Мајк Пикел (Немачка) Четврти судија: Стефан Ланоа (Француска) Додатне помоћне судије: Флоријан Мајер (Немачка) Дениз Ајтекин (Немачка) Резервни помоћни судија: Марк Борш (Немачка) | Правила - 90 минута регуларног дела - 30 минута продужетака уколико је неопходно - извођење једанаестераца уколико је резултат и даље нерешен - седам резервних играча - највише три измене у току регуларног дела |

### Статистика
| Статистика     | Атлетико Мадрид | Атлетик Билбао |
| -------------- | --------------- | -------------- |
| Дато голова    | 2               | 0              |
| Укупно шутеви  | 6               | 5              |
| Шутева у гол   | 2               | 1              |
| Одбране        | 1               | 0              |
| Посед лопте    | 40%             | 60%            |
| Корнери        | 3               | 2              |
| Фаулови        | 17              | 8              |
| Офсајди        | 0               | 2              |
| Жути картони   | 1               | 1              |
| Црвени картони | 0               | 0              |

| Статистика     | Атлетико Мадрид | Атлетик Билбао |
| -------------- | --------------- | -------------- |
| Дато голова    | 1               | 0              |
| Укупно шутеви  | 9               | 11             |
| Шутева у гол   | 4               | 2              |
| Одбране        | 2               | 3              |
| Посед лопте    | 42%             | 58%            |
| Корнери        | 0               | 6              |
| Фаулови        | 8               | 6              |
| Офсајди        | 2               | 1              |
| Жути картони   | 0               | 3              |
| Црвени картони | 0               | 0              |

| Статистика     | Атлетико Мадрид | Атлетик Билбао |
| -------------- | --------------- | -------------- |
| Дато голова    | 3               | 0              |
| Укупно шутеви  | 15              | 16             |
| Шутева у гол   | 6               | 3              |
| одбране        | 3               | 3              |
| Посед лопте    | 41%             | 59%            |
| Корнери        | 3               | 8              |
| Фаулови        | 25              | 14             |
| Офсајди        | 2               | 3              |
| Жути картони   | 1               | 4              |
| Црвени картони | 0               | 0              |